# Phototoxizität

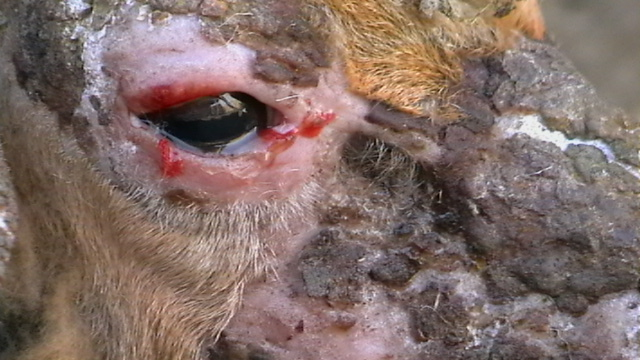
Phototoxische Reaktion der Augenumgebung bei einem Lamm durch Johanniskräuter

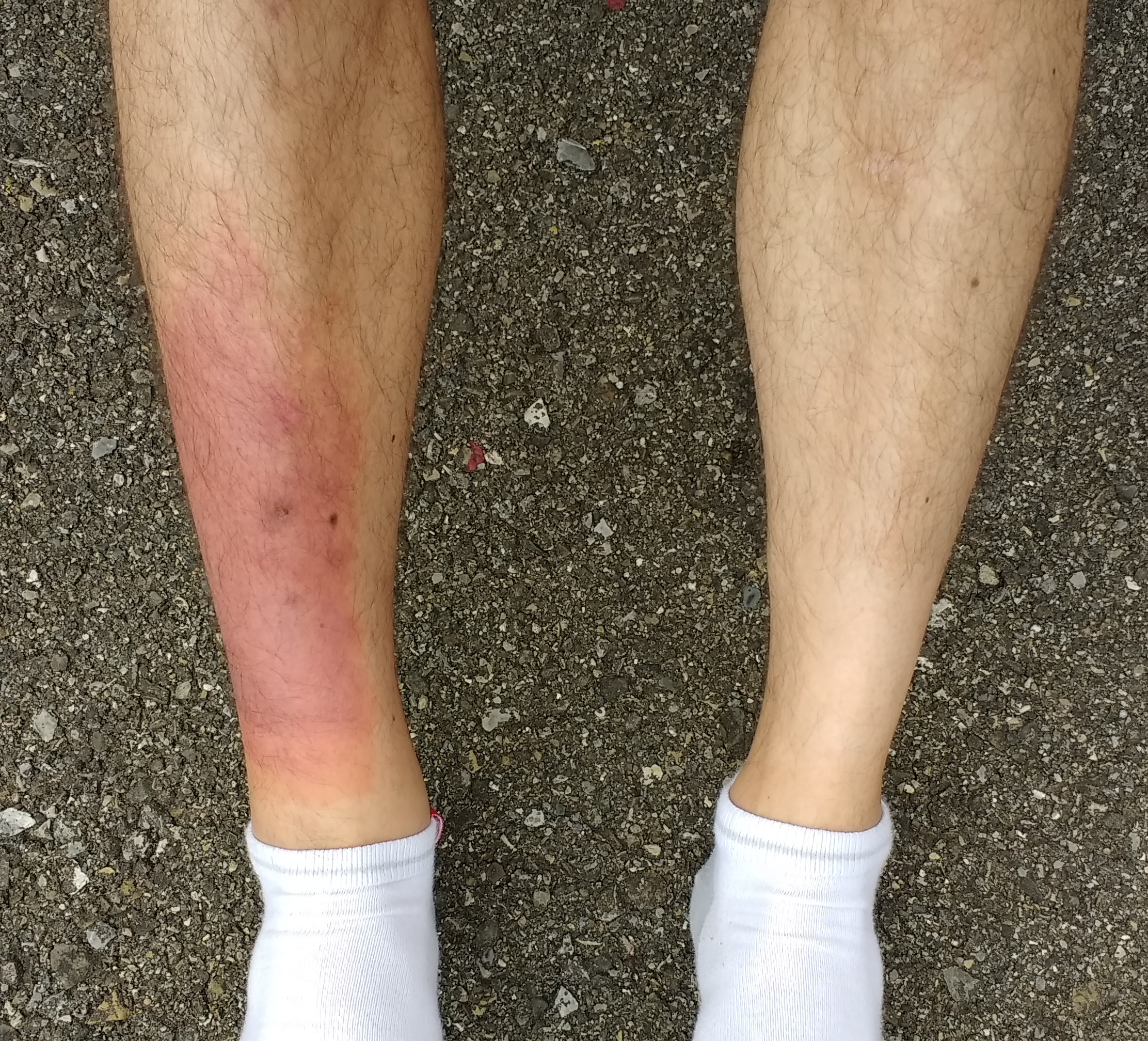
Phototoxische Reaktion an einem menschlichen Bein an mit Ketoprofen behandelten Stellen

Phototoxizität ist eine Eigenschaft pharmazeutischer und chemischer Stoffe. Sie beschreibt den Effekt, dass ein Stoff unter Einwirkungen von Licht, insbesondere Sonnenlicht vergiftende (toxische) Wirkungen auslöst, meist auf der Hautoberfläche. Verändert das Sonnenlicht die chemische Struktur des Stoffes nicht, bezeichnet man ihn als photostabil.

## Beschreibung
Chemische Stoffe, die sich durch Einwirkung von Licht, UVA- oder UVB-Strahlung so verändern, dass eine gegenüber dem Ursprungsstoff deutlich größere toxische Wirkung zu beobachten ist, wirken phototoxisch. Von einer Photosensibilität (Dermatologie) spricht man demgegenüber, wenn durch einen Stoff die natürliche Reaktion auf Lichteinwirkung verstärkt wird. In vielen Fällen lassen sich diese Effekte nicht klar voneinander abgrenzen.
Sind Wirkstoffe von Medikamenten phototoxisch (z. B. Isotretinoin), so ist das eine unerwünschte Nebenwirkung, auf die separat hingewiesen werden muss. Das bestrifft ebenso pflanzliche Wirkstoffe. So ist z. B. bei Patienten, die regelmäßig Johanniskraut-Präparate als Antidepressivum einnehmen, eine verstärkte Lichtempfindlichkeit der Haut beobachtet worden.

## Symptome
Die toxische Wirkung zeigt sich in verschiedenen Symptomen, die in erster Linie Gewebe betreffen, die einer Lichteinwirkung ausgesetzt sind. Neben der Haut betrifft das auch die Augen. Die Haut reagiert vor allem mit Rötung, Juckreiz, Austrocknung, Schuppenbildung und mehr oder weniger stark ausgeprägten Verbrennungssymptomen. Je nach Stoff ist auch eine UV-induzierte krebserregende Wirkung beobachtet worden, z. B. bei den Furocumarinen.

## Ursachen der Phototoxizität
Grundlage für die Phototoxizität ist Anregung geeigneter chemischer Bindungen oder konjugierter Ringsysteme durch Licht oder UV-Strahlung. 
Es kommt zum Abbau der Stoffe unter Bildung teilweise toxischer Produkte. Ebenso möglich sind chemische Reaktionen, die ohne diese Anregung nicht möglich wären. Ein Beispiel ist die UV-induzierte irreversible Bindung von Psoralen an die Pyrimidinbasen der DNA im Zellkern.

## Phototoxische Stoffe im Alltag
Furocumarine, die häufig in Doldenblütlern wie Bärenklau (Riesen-Bärenklau, Wiesen-Bärenklau), Bergamotte, Angelika (Engelwurz), Pastinak und in einer Reihe weiterer Pflanzen vorkommen, sowie das Fagopyrin des Buchweizens (Buchweizenkrankheit) können phototoxische Reaktionen hervorrufen.
Durch Unkenntnis über diese Pflanzen kommt es immer wieder zu Vergiftungserscheinungen bei Menschen, die kurz zuvor mit den Pflanzen gearbeitet haben und mit deren Sekret in Kontakt geraten sind.

## Liste von phototoxischen Stoffen
- Amiodaron
- Benzophenon
- Fluorchinolone
- Furocumarine
- Hypericin
  - Johanniskraut-Präparate
- Isotretinoin (z. B. Accutane)
- Naphthodianthron-Derivate (→Buchweizenkrankheit)
- Naproxen[3]
  - Fagopyrin
- Porphyrine
- Sulfonamide
- Tetracycline (z. B. Vibramycin, Minocyclin, Doxycyclin)
- Wiesengräser (Wiesengräserdermatitis#Auslösende Stoffe)